# Ігнатіус Куту Ачампонг
Ігнатіус Куту Аквазі Ачампонг (англ. Ignatius Kutu Akwasi Acheampong [əˈtʃæmˈpɒŋ]; 23 вересня 1931 — 16 червня 1979) — ганський політичний діяч, фактично президент країни у 1972–1978 роках.

## Життєпис
Народився 23 вересня 1931 року в селищі Трабум, де навчався у початковій школі. Закінчив католицьку школу святого Петра в Кумасі. 1945 закінчив середню школу, отримавши також диплом у галузі торгівлі. Того ж року влаштувався на роботу секретарем і стенографістом на лісопильне підприємство в Кумасі й одночасно продовжив свою освіту в Центральному комерційному коледжі у Сведру (Центральна область). 1951 року Ачампонг закінчив коледж та отримав другий диплом з комерції.

### Військова кар'єра
Того ж 1951 року Ачампонг вирішив присвятити себе службі в армії та вступив добровольцем до збройних сил Британського Золотого Берега. 1957 року Гана здобула незалежність, а 1959 вирушив на навчання до престижної Кадетської школи Монс в Олдершоті (Велика Британія). Після закінчення курсу був відряджений на стажування до британської військової частини, що дислокувалась у Західній Німеччині, а потім повернувся на батьківщину, де продовжив служити в національній армії у званні другого лейтенанта. У подальшому неодноразово відвідував курси підвищення військової кваліфікації, включаючи курси Командного штабного коледжу армії США у Форт-Лівернворті (штат Канзас). Служив у складі військового контингенту Гани, що входив до сил ООН з підтримання миру у Конго, а потім командував 5-м і 6-м батальйонами армії Гани.
Після ліквідації лівого режиму Кваме Нкруми у лютому 1966 року Рада національного визволення призначила Ачампонга главою адміністрації однієї з областей — головою Регіонального комітету Бронг-Ахафо з центром у місті Суньяні. Він пробув на посаді до 1971 року, коли новий цивільний уряд Другої республіки призначив його командиром 1-ї (Південної) піхотної бригади.

### Переворот 1972 року
Особисті якості підполковника Ачампонга, який був відомим як любитель гарного життя, гравець і любитель жінок, уповільнили його кар'єру — наприкінці 1971 року міністерство оборони, інформоване про поведінку командира бригади, відмовило йому у наданні чергового військового звання полковника. Імовірно, що одразу після цього Ачампонг вирішив прийти до влади шляхом перевороту. Він почав сприяти переведенню відданих йому офіцерів до Аккри та призначенню їх на важливі пости. Режим Другої республіки до того часу вже привів країну до економічного краху та безконтрольної корупції та був украй непопулярним, а зниження зарплатні військовослужбовцям налаштувало армію проти цивільної влади й ідеї Ачампонга знайшли підтримку серед офіцерів.
Коли 10 січня 1972 року прем'єр-міністр Кофі Бусіа вилетів до Лондона для проведення медичного обстеження, змовники почали обговорювати деталі перевороту. В останній момент Ачампонг довідався, що уряд, незважаючи на опір військового командування, все ж затвердив присвоєння йому звання полковника, проте він не розцінив це за достатню причину для скасування перевороту.
Вночі 13 січня 1972 року Ачампонг зв'язався з відданими офіцерами в Аккрі й ті, не зустрічаючи спротиву, взяли під контроль усі урядові будівлі та ключові пункти столиці. Вранці країна почула радіозвернення нового правителя, яке передавалось до ефіру весь день у перервах між військовими маршами. Увечері Ачампонг оголосив на телебаченні та радіо про створення Ради національного порятунку з 11 військовиків. Президент Едвард Акуфо-Аддо і прем'єр-міністр Кофі Бусіа були усунуті від посад, Національні збори та Державну раду було розпущено, скасовано конституцію 1969 року. Полковник Ачампонг став головою Ради й уряду, зайнявши одночасно пости міністра оборони, фінансів та економіки.

### У владі
Після перевороту 13 січня 1972 року ліберальна політика Другої республіки набула націоналістичного, а подекуди й лівацького забарвлення та стала політикою активного втручання держави до усіх сфер життя.
Ігнатиус Ачампонг визначив спрямованість Гани на власні сили та ресурси, на незалежність економічну й політичну, відмовився від сплати величезного зовнішнього боргу, що залишився від попередніх урядів. Він провів часткову націоналізацію крупних компаній, обіцяв реформувати систему землекористування, відновити держгоспи та «робітничі бригади» для будівництва доріг, мостів і ферм, що існували за часів правління Кваме Нкруми, розпочати будівництво державних підприємств, здатних конкурувати з приватним сектором. У серпні 1974 року було здійснено перехід на лівосторонній рух, а у вересні 1975 країна перейшла на метричну систему.
Такі заходи сприяли значній популярності нового режиму серед населення, однак, зрештою, не розв'язали усіх проблем, що стояли перед Ганою. 9 жовтня 1975 року Раду національного порятунку було реорганізовано на Вищу військову раду у складі 7 посадовців армії та поліції, яку також очолив Ачампонг. 1976 йому було присвоєно військове звання генерал-лейтенанта
Невдовзі на хвилі вимог повернення до цивільного правління він висунув програму «ЮНІГОВ» (англ. Unigov) — «Уряду єдності», — політичної системи, за якої цивільне населення отримало б доступ до управління країною поряд із військовими, але напряму через вибори, без формування політичних партій. 30 березня 1978 року програма «ЮНІГОВ» була затверджена на загальнонаціональному референдумі. Однак до того часу про минулу популярність Ігнатіуса Ачампонга мова вже не йшла — інфляція, зростання цін, нестача продовольства, фактична відмова глави держави від боротьби з корупцією та його екстравагантна поведінка спричинили різку критику й насміхання з боку населення, а результати референдуму одразу ж було поставлено під сумнів.
3 липня 1978 командувач армії Гани генерал-майор Невілл Одартей-Веллінгтон і начальник Генерального штабу армії генерал-лейтенант Фред Акуффо склали документ про добровільну відставку Ачампонга й наступного дня подали його правителю на нараді у штаб-квартирі армії в таборі Барма в Аккрі. Коли Ачампонг спробував опиратись і наказав заарештувати двох змовників, генерал Одартей-Веллінгтон наставив на нього револьвер. Ачампонга було взято під домашній арешт в Аккрі, а потім його позбавили військового звання та відправлено під домашній арешт до Трабума, область Ашанті.

### Арешт. Страта. Перепоховання
У червні 1979 року, після приходу до влади капітана Джеррі Ролінгса, Ігнатіус Ачампонг був заарештований у Трабумі та перевезений до Аккри. Там за результатами короткого судового слідства його було засуджено до розстрілу за корупцію та привласнення державних коштів з метою особистого збагачення.
Був розстріляний 16 червня 1979 року на полігоні Теші в Аккрі. Ачампонг і колишній командувач прикордонної гвардії генерал-майор Едвард Кваку Утука стали першими жителями Гани, яких публічно стратили після 1967 року.
Тіло Ігнатіуса Ачампнога було поховано у невідомій могилі на цвинтарі в Адоагірі поблизу Нсавама. 2001 року за рішенням президента Джона Куфуора рештки Ачампонга було ексгумовано та 27 грудня 2001 року після церковної служби передано родичам для перепоховання.

## Родина
Був одружений з жінкою на ім'я Фаустина, яка залишила Гану після усунення чоловіка 1978 року та працювала медсестрою в Лондоні. Його онук — Чарлі Пепра, відомий американський футболіст.